# مات وليامز (لاعب كرة قدم أمريكية)
مات وليامز (بالإنجليزية: Matt Williams)‏ هو لاعب كرة قدم أمريكية أمريكي، ولد في 14 ديسمبر 1987 في ويذرفورد في الولايات المتحدة.